# UCI ProTour 2005
Die UCI ProTour 2005 war die erstmalige Ausgabe der UCI ProTour, einer Serie der wichtigsten Straßenradrennen der Welt.
Bereits im Frühjahr hatte sich der spätere Sieger Danilo di Luca mit Erfolgen beim Amstel Gold Race und dem Wallonischen Pfeil sowie dem Gesamtsieg bei der Baskenland-Rundfahrt einen deutlichen Vorsprung in der Gesamtwertung erarbeitet. Während di Luca und der Gesamtzweite Tom Boonen vor allem im Frühjahr Punkte sammelten, konnte sich Davide Rebellin im letzten Rennen, der Lombardei-Rundfahrt noch auf Platz drei verbessern.
Auf Grund seiner konstant guten Platzierungen konnte sich das Team CSC die Mannschaftswertung sichern. Das Team Gerolsteiner war als bestes deutsches Team Sechster.

## Rennen
| Datum              | Radrennen                       | Sieger                 | Ergebnis | ProTour-Führender   |
| ------------------ | ------------------------------- | ---------------------- | -------- | ------------------- |
| 6.–13. März        | Paris–Nizza                     | Bobby Julich           | Ergebnis | Bobby Julich        |
| 9.–15. März        | Tirreno–Adriatico               | Óscar Freire           | Ergebnis | Oscar Freire        |
| 19. März           | Mailand-San Remo                | Alessandro Petacchi    |          | Alessandro Petacchi |
| 3. April           | Flandern-Rundfahrt              | Tom Boonen             |          | Alessandro Petacchi |
| 5.–9. April        | Baskenland-Rundfahrt            | Danilo di Luca         | Ergebnis | Alessandro Petacchi |
| 6. April           | Gent–Wevelgem                   | Nico Mattan            |          | Alessandro Petacchi |
| 10. April          | Paris–Roubaix                   | Tom Boonen             |          | Tom Boonen          |
| 17. April          | Amstel Gold Race                | Danilo di Luca         |          | Tom Boonen          |
| 20. April          | Wallonischer Pfeil              | Danilo di Luca         |          | Danilo di Luca      |
| 24. April          | Lüttich–Bastogne–Lüttich        | Alexander Winokurow    |          | Danilo di Luca      |
| 26. April–1. Mai   | Tour de Romandie                | Santiago Botero        | Ergebnis | Danilo di Luca      |
| 7.–29. Mai         | Giro d’Italia                   | Paolo Savoldelli       | Ergebnis | Danilo di Luca      |
| 16.–22. Mai        | Katalonien-Rundfahrt            | Jaroslaw Popowytsch    | Ergebnis | Danilo di Luca      |
| 5.–12. Juni        | Critérium du Dauphiné Libéré    | Íñigo Landaluze        | Ergebnis | Danilo di Luca      |
| 11.–19. Juni       | Tour de Suisse                  | Aitor González Jiménez | Ergebnis | Danilo di Luca      |
| 19. Juni           | Mannschaftszeitfahren Eindhoven | Team Gerolsteiner      |          | Danilo di Luca      |
| 2.–24. Juli        | Tour de France                  | Lance Armstrong        | Ergebnis | Danilo di Luca      |
| 31. Juli           | HEW Cyclassics                  | Filippo Pozzato        |          | Danilo di Luca      |
| 3.–10. August      | Eneco Tour                      | Bobby Julich           | Ergebnis | Danilo di Luca      |
| 13. August         | Clásica San Sebastián           | Constantino Zaballa    |          | Danilo di Luca      |
| 15.–23. August     | Deutschland Tour                | Levi Leipheimer        | Ergebnis | Danilo di Luca      |
| 27. Aug.–18. Sept. | Vuelta a España                 | Denis Menschow         | Ergebnis | Danilo di Luca      |
| 28. August         | GP Ouest France–Plouay          | George Hincapie        |          | Danilo di Luca      |
| 12.–18. September  | Polen-Rundfahrt                 | Kim Kirchen            | Ergebnis | Danilo di Luca      |
| 2. Oktober         | Meisterschaft von Zürich        | Paolo Bettini          |          | Danilo di Luca      |
| 9. Oktober         | Paris–Tours                     | Erik Zabel             |          | Danilo di Luca      |
| 15. Oktober        | Lombardei-Rundfahrt             | Paolo Bettini          |          | Danilo di Luca      |

## Teams
| Belgien - Davitamon-Lotto - Quick Step-Innergetic | Frankreich - Bouygues Télécom - Cofidis - Crédit Agricole - La Française des Jeux | Schweiz - Phonak Hearing Systems                                                           |
| Dänemark - CSC                                    | Italien - Fassa Bortolo - Domina Vacanze - Lampre-Caffita - Liquigas-Bianchi      | Spanien - Illes Balears - Euskaltel-Euskadi - Liberty Seguros-Würth - Saunier Duval-Prodir |
| Deutschland - Gerolsteiner - T-Mobile Team        | Niederlande - Rabobank                                                            | USA - Discovery Channel                                                                    |

Besonderheiten
- Das spanisch-baskische Team Euskaltel-Euskadi beschäftigt ausschließlich baskische Spanier und Franzosen sowie Lateinamerikaner baskischer Herkunft.
- Das Team Saunier Duval-Prodir besitzt zwar eine spanische Lizenz, hat seinen Sitz jedoch in der Schweiz.
- Das schweizerische Team Phonak wurde aufgrund seiner Dopingfälle von der UCI zunächst nicht in die endgültige Liste der ProTeams aufgenommen. Der Sportgerichtshof CAS hob diese Entscheidung jedoch auf.

## Endstand
| Platz | Fahrer              | Punkte |
| ----- | ------------------- | ------ |
| 1.    | Danilo Di Luca      | 229    |
| 2.    | Tom Boonen          | 171    |
| 3.    | Davide Rebellin     | 151    |
| 4.    | Jan Ullrich         | 140    |
| 5.    | Lance Armstrong     | 139    |
| 6.    | Alexander Winokurow | 136    |
| 7.    | Levi Leipheimer     | 131    |
| 8.    | Paolo Bettini       | 130    |
| 9.    | Bobby Julich        | 130    |
| 10.   | George Hincapie     | 129    |
| 11.   | Alessandro Petacchi | 128    |
| 12.   | Gilberto Simoni     | 111    |
| 13.   | Fränk Schleck       | 110    |
| 14.   | Denis Menschow      | 109    |
| 15.   | Francisco Mancebo   | 107    |
| 16.   | Michael Boogerd     | 100    |
| 17.   | Cadel Evans         | 99     |
| 18.   | Roberto Heras       | 96     |
| 19.   | Santiago Botero     | 95     |
| 20.   | Óscar Freire        | 94     |

| Platz | Team                   | Punkte |
| ----- | ---------------------- | ------ |
| 1.    | Team CSC               | 390    |
| 2.    | Phonak Hearing Systems | 353    |
| 3.    | Rabobank               | 349    |
| 4.    | Davitamon-Lotto        | 322    |
| 5.    | Liberty Seguros-Würth  | 320    |
| 6.    | Gerolsteiner           | 303    |
| 7.    | Saunier Duval-Prodir   | 293    |
| 8.    | Discovery Channel      | 274    |
| 9.    | Crédit Agricole        | 264    |
| 10.   | Illes Balears          | 262    |
| 11.   | Cofidis                | 258    |
| 12.   | Quick Step-Innergetic  | 253    |
| 13.   | Fassa Bortolo          | 245    |
| 14.   | T-Mobile Team          | 244    |
| 15.   | Liquigas-Bianchi       | 228    |
| 16.   | Lampre-Caffita         | 211    |
| 17.   | Bouygues Télécom       | 183    |
| 18.   | Domina Vacanze         | 161    |
| 19.   | Euskaltel-Euskadi      | 147    |
| 20.   | Française des Jeux     | 130    |

| Platz | Land               | Punkte |
| ----- | ------------------ | ------ |
| 1.    | Italien            | 749    |
| 2.    | Vereinigte Staaten | 559    |
| 3.    | Spanien            | 459    |
| 4.    | Deutschland        | 405    |
| 5.    | Australien         | 307    |
| 6.    | Belgien            | 304    |
| 7.    | Niederlande        | 280    |
| 8.    | Luxemburg          | 191    |
| 9.    | Frankreich         | 163    |
| 10.   | Russland           | 153    |
| 11.   | Kasachstan         | 144    |
| 12.   | Schweiz            | 131    |
| 13.   | Kolumbien          | 119    |
| 14.   | Ukraine            | 101    |
| 15.   | Dänemark           | 97     |
| 16.   | Norwegen           | 72     |
| 17.   | Schweden           | 67     |
| 18.   | Österreich         | 62     |
| 19.   | Slowenien          | 53     |
| 20.   | Tschechien         | 15     |
| 21.   | Neuseeland         | 7      |
| 22.   | Estland            | 3      |
| 23.   | Kroatien           | 1      |